# Килмер, Вэл
Вэл Э́двард Ки́лмер (англ. Val Edward Kilmer; 31 декабря 1959, Лос-Анджелес, Калифорния, США — 1 апреля 2025, Лос-Анджелес, Калифорния, США) — американский киноактёр, двукратный номинант на премию «Сатурн» (1996, 2006).

## Биография

### Ранние годы
Вэл Килмер — второй из трёх сыновей Глэдис и Юджина Килмера, поставщика аэрокосмического оборудования и частного строительного подрядчика. Родился в Лос-Анджелесе. Среди его предков числятся шведы, немцы, шотландцы и ирландцы. Килмер вырос в долине Сан-Фернандо с двумя братьями: старшим — Марко и младшим — Уэсли. Окончил среднюю школу Чатсворт, а также Голливудскую школу профессионалов. В 17 лет стал учеником Джульярдской школы драматических искусств. Его брат Уэсли умер в подростковом возрасте из-за эпилептического приступа в бассейне.

### Начало карьеры
В 1981 году Килмер начал выступать в театре. В кино он впервые появился в 1984 году в комедии режиссёров Цукер-Абрахамс-Цукер «Совершенно секретно!». В 1986 году Килмер сыграл в боевике «Лучший стрелок», собравшем 345 млн. долларов в мировом прокате, с Томом Крузом в главной роли. После оглушительного успеха «Лучшего стрелка» студии начали заваливать Килмера предложениями. Следующая роль — в фильме-сказке «Уиллоу», на съёмках которого он познакомился со своей будущей женой, английской актрисой Джоанн Уолли. Затем Килмер сыграл мальчика-вундеркинда в фильме 1985 года Марты Кулидж «Настоящий гений». В 1980-е годы он исполнил роли в фильмах «Билли Кид», «Убей меня снова», «Человек, который разорвал тысячу цепей» и «Убийство на улице Морг».

#### 1990-е годы и взлёт карьеры
В 1990-е годы карьера Вэла Килмера находилась на подъёме. В 1991 году выходит фильм-биография режиссёра Оливера Стоуна «Дорз», где он сыграл Джима Моррисона — певца американской группы The Doors. Кинокартина провалилась в прокате, но приобрела статус культовой благодаря актёрской игре Килмера и особенно тому, что в ней он сам исполнил все песни. В 1993 году вышли сразу три фильма с участием актёра — криминальная драма «Настоящая Маккой», вестерн «Тумстоун: Легенда дикого запада» и криминальная мелодрама «Настоящая любовь». В 1995 году Килмер исполнил роль Бэтмена в фильме «Бэтмен навсегда». За эту роль он получил свой первый крупный гонорар — 7 млн долларов. Также в 1995 году увидел свет боевик Майкла Манна «Схватка» где Килмер исполнил роль Криса Шихерлиса, за которую в 1996 году он получил первую номинацию на премию «Сатурн» в категории «Лучший киноактёр второго плана».
В 1996 году в прокат вышел фильм «Остров доктора Моро», где Килмер сыграл одну из второстепенных ролей. Несмотря на роль второго плана, гонорар актёра составил 6 млн долларов. Фильм на всём протяжении съёмок сопровождали большие производственные проблемы, связанные с заменой режиссёра и ведущих актёров, а также перерасходом бюджета. В итоге «Остров доктора Моро» провалился в прокате. В 1996 году также увидел свет триллер «Призрак и тьма» где Килмер исполнил уже главную роль, но, как и в случае с «Островом доктора Моро», съёмки сопровождали трудности, в результате чего он тоже провалился в прокате. В 1997 году вышел крупнобюджетный шпионский боевик «Святой». Как и предыдущие два фильма, «Святой» провалился в прокате и получил номинацию на «Золотую малину», но за роль в этом боевике Килмер заработал 6 млн долларов. В 1999 году в прокат вышла мелодрама «С первого взгляда». При бюджете в 60 млн долларов она собрала всего 22 млн. За роль в этом фильме Килмер получил гонорар в размере 9 млн долларов.

### Начало 2000-х годов и последующий спад карьеры
В 2000 году Килмер снялся в фантастическом фильме «Красная планета» с бюджетом свыше 100 млн долларов. Кинокартина оглушительно провалилась в прокате, собрав всего 33 млн. За главную роль в этом фильме Килмер получил самый большой гонорар в своей карьере — 10 млн долларов.
После провала «Красной планеты» карьера Килмера резко пошла на спад. Фактически киностудии перестали предлагать ему главные роли в крупнобюджетных постановках, и он больше не мог претендовать на шестизначные гонорары. В 2004 году актёр сыграл две второстепенные роли: в триллере «Охотники за разумом» и пеплуме «Александр» (Филипп II Македонский). Со второй половины 2000-х годов Килмер продолжал активно сниматься, но всю последующую его фильмографию составляли преимущественно низкобюджетные фильмы, выходящие прямиком на видео. Наиболее заметные кинокартины с его участием в этот период — чёрная комедия «Поцелуй навылет» (за роль в которой Килмер в 2006 году получил вторую номинацию на премию «Сатурн»), криминальная драма «Плохой лейтенант», комедийный боевик «Супер Макгрубер», военный боевик «5 дней в августе» и психологический триллер «Снеговик».
Последнее появление Вэла Килмера на большом экране произошло в 2022 году, когда он вернулся к роли Тома «Айсмэна» Казански в фильме «Топ Ган: Мэверик».

### Болезнь и смерть
С 2015 года Вэл Килмер боролся с раком гортани. Ему удалось победить болезнь, однако он почти полностью потерял голос.
Умер на 66-м году жизни 1 апреля 2025 года от пневмонии в Лос-Анджелесе. Несмотря на то, что при жизни владел местом на кладбище Бут Хилл в Тумстоне, штат Аризона (подарок коллеги по одноимённому фильму), согласно последней воле актёра, его тело было кремировано (7 апреля) без церемонии похорон, а прах передан семье.

## Личная жизнь
C 1988 по 1996 год Килмер был женат на актрисе Джоанн Уолли. У бывших супругов двое детей — дочь Мерседес Килмер (род. 29 октября 1991) и сын Джон Уоллэс «Джек» Килмер (род. 6 июня 1995), которые стали киноактёрами.

## Фильмография
| Год       |    | Русское название                       | Оригинальное название                        | Роль                               |
| --------- | -- | -------------------------------------- | -------------------------------------------- | ---------------------------------- |
| 1984      | ф  | Совершенно секретно!                   | Top Secret!                                  | Ник Риверс                         |
| 1985      | ф  | Настоящий гений                        | Real Genius                                  | Крис Найт                          |
| 1986      | ф  | Лучший стрелок                         | Top Gun                                      | лейтенант Том «Айсмэн» Казански    |
| 1986      | тф | Убийства на улице Морг                 | The Murders in the Rue Morgue                | Филлипп Харон                      |
| 1987      | тф | Человек, который разорвал тысячу цепей | Man Who Broke 1,000 Chains                   | Роберт Элиот Бёрнс / Элиот Робертс |
| 1988      | ф  | Уиллоу                                 | Willow                                       | Мадмартиган                        |
| 1989      | ф  | Убей меня снова                        | Kill Me Again                                | Джек Эндрюс                        |
| 1989      | тф | Билли Кид                              | Billy the Kid                                | Билли Кид                          |
| 1991      | ф  | Дорз                                   | The Doors                                    | Джим Моррисон                      |
| 1992      | ф  | Громовое сердце                        | Thunderheart                                 | Рэй Левой                          |
| 1993      | ф  | Настоящая Маккой                       | The Real McCoy                               | Баркер                             |
| 1993      | ф  | Настоящая любовь                       | True Romance                                 | Элвис                              |
| 1993      | ф  | Тумстоун: Легенда Дикого Запада        | Tombstone                                    | Док Холидей                        |
| 1995      | ф  | Схватка                                | Heat                                         | Крис Шихерлис                      |
| 1995      | ф  | Бэтмен навсегда                        | Batman Forever                               | Бэтмен / Брюс Уэйн                 |
| 1995      | ф  | Крылья отваги                          | Wings of Courage                             | Жан Мермоз                         |
| 1996      | ф  | Мёртвая девушка                        | Dead Girl                                    | доктор Дарк                        |
| 1996      | ф  | Остров доктора Моро                    | The Island of Dr Moreau                      | Монтгомери                         |
| 1996      | ф  | Призрак и Тьма                         | The Ghost & the Darkness                     | Джон Генри Паттерсон               |
| 1997      | ф  | Святой                                 | The Saint                                    | Саймон Темплар                     |
| 1998      | мф | Принц Египта                           | The Prince of Egypt                          | Моисей / Бог                       |
| 1999      | ф  | С первого взгляда                      | At first sight                               | Вирджил Адамсон                    |
| 1999      | ф  | Король Джо                             | Joe the King                                 | Боб Генри                          |
| 2000      | ф  | Красная планета                        | Red Planet                                   | Робби Галлагер                     |
| 2000      | ф  | Поллок                                 | Pollok                                       | Виллем де Кунинг                   |
| 2002      | ф  | Море Солтона                           | The Salton Sea                               | Дэнни Паркер / Том Ван Аллен       |
| 2002      | ф  | Тяжёлые деньги                         | Run for the Money                            | агент ФБР Марк С. Корнелл          |
| 2003      | ф  | Шоу века                               | Masked and Anonymous                         | работник с животными               |
| 2003      | ф  | Слепой горизонт                        | Blind Horizon                                | Фрэнк Кавано                       |
| 2003      | ф  | Последний рейд                         | The Missing                                  | лейтенант Джим Дачарм              |
| 2003      | ф  | Уондерленд                             | Wonderland                                   | Джон Холмс                         |
| 2004      | ф  | Спартанец                              | Spartan                                      | Роберт Скотт                       |
| 2004      | ф  | Кольцо дракона                         | George and the Dragon                        | Эль Кабилло                        |
| 2004      | ф  | Однажды в США                          | Stateside                                    | штаб-сержант Скир                  |
| 2004      | ф  | Александр                              | Alexander                                    | Филипп II Македонский              |
| 2004      | ф  | Охотники за разумом                    | Mindhunters                                  | Джейк Харрис                       |
| 2004      | с  | Красавцы                               | Entourage                                    | The Sherpa                         |
| 2005      | ф  | Поцелуй навылет                        | Kiss Kiss Bang Bang                          | Перри ван Шрайк                    |
| 2006      | ф  | Пересечение 10-й и Вульф               | 10th & Wolf                                  | Мурта                              |
| 2006      | ф  | Летняя любовь                          | Summer Love                                  | разыскивающийся человек            |
| 2006      | ф  | Дежа вю                                | Déjà Vu                                      | агент Призварра                    |
| 2006      | ф  | Сыграно                                | Played                                       | Диллон                             |
| 2006      | ф  | Москва-ноль                            | Moscow Zero                                  | Андрей                             |
| 2006      | ф  | Десять заповедей                       | The Ten Commandments                         | Моисей                             |
| 2007      | с  | 4исла                                  | Numb3rs                                      | Мэйсон Лэнсер                      |
| 2007      | ф  | Есть мечты — будут и путешествия       | Have Dreams, Will Travel                     | Хендерсон                          |
| 2008      | ф  | Дело чести Макферсона                  | Conspiracy                                   | Вильям Макферсон                   |
| 2008      | ф  | Рыцарь дорог                           | Knight Rider                                 | K.I.T.T.                           |
| 2008      | ф  | Преступник                             | Felon                                        | Джон Смит                          |
| 2008      | ф  | День Колумба                           | Columbus Day                                 | Джон Кёльн                         |
| 2008      | тф | Луна команчей                          | Comanche Moon                                | капитан Айниш Скалл                |
| 2008      | мф | Дельго                                 | Delgo                                        | Богардус                           |
| 2008      | с  | XIII: Заговор                          | XIII                                         | Мангуст                            |
| 2008—2009 | с  | Рыцарь дорог                           | Knight Rider                                 | K.I.T.T.                           |
| 2009      | ф  | Улицы крови                            | Streets of Blood                             | детектив Энди Дэверо               |
| 2009      | ф  | Американский первоцвет                 | American Cowslip                             | Тодд Инглебринк                    |
| 2009      | ф  | Плохой лейтенант                       | The Bad Lieutenant: Port of Call New Orleans | Стиви Прут                         |
| 2009      | ф  | Парниковый эксперимент                 | The Steam Experiment                         | Джимми                             |
| 2009      | ф  | Прошивка                               | Hardwired                                    | Вирджил                            |
| 2009      | ф  | Фальшивая личина                       | Double Identity                              | доктор Ник Пинтер                  |
| 2009      | ф  | Оттепель                               | The Thaw                                     | доктор Крюпен                      |
| 2010      | ф  | Супер Макгрубер                        | MacGruber                                    | Дитер фон Кант                     |
| 2010      | ф  | Ствол                                  | Gun                                          | Энджел                             |
| 2010      | ф  | Мистер Никто                           | The Traveler                                 | Майкл Обловитц                     |
| 2010      | ф  | Провинция ночи                         | Bloodworth                                   | Уоренн Бладворс                    |
| 2011      | ф  | 5 дней августа                         | 5 Days of August                             | голландский журналист              |
| 2011      | ф  | Расплата                               | Blood Out                                    | Артуро                             |
| 2011      | ф  | Ирландец                               | Kill the Irishman                            | Джон Мандитски                     |
| 2011      | ф  | Между                                  | Twixt                                        | Холл Балтимор                      |
| 2012      | ф  | Глубина семь футов                     | Seven Below                                  | МакКормик                          |
| 2012      | ф  | Убить и закопать                       | Breathless                                   | Дейл                               |
| 2012      | ф  | Глубоко в сердце                       | Life's Too Short                             | мужчина с бородой                  |
| 2012      | ф  | Возмездие Эрпа                         | Wyatt Earp's Revenge                         | Уайатт Эрп                         |
| 2012      | ф  | Четвёртое измерение                    | The Fourth Dimension                         | Гектор                             |
| 2013      | ф  | Риддл                                  | Riddle                                       | шериф Ричардс                      |
| 2013      | с  | Жизнь так коротка                      | Life's Too Short                             | играет самого себя                 |
| 2014      | с  | Трофеи Вавилона                        | The Spoils of Babylon                        | генерал Колифф                     |
| 2014      | с  | Ясновидец                              | Psych                                        | детектив Добсон                    |
| 2014      | ф  | Пало-Альто                             | Palo Alto                                    | Стюарт                             |
| 2014      | ф  | Том Сойер и Гекльберри Финн            | Tom Sawyer & Huckleberry Finn                | Марк Твен                          |
| 2017      | ф  | Между нами музыка                      | Song to Song                                 | Дуэйн                              |
| 2017      | ф  | Снеговик                               | The Snowman                                  | Герт Рафто                         |
| 2017      | ф  | Смотритель                             | The Super                                    | Уолтер                             |
| 2019      | ф  | Джей и Молчаливый Боб: Перезагрузка    | Jay and Silent Bob Reboot                    | Пыхарь / в роли самого себя        |
| 2022      | ф  | Топ Ган: Мэверик                       | Top Gun: Maverick                            | адмирал Том «Айсмэн» Казански      |